# 1966-os labdarúgó-világbajnokság (egyenes kieséses szakasz)
Az 1966-os labdarúgó-világbajnokság egyenes kieséses szakasza június 23-án kezdődött, és július 30-án ért véget a londoni Wembley Stadionban rendezett döntővel. Az egyenes kieséses szakaszban nyolc csapat vett részt, a csoportok összes első két helyezettje. Az egyenes kieséses szakasz 8 mérkőzésből állt: 4 negyeddöntőt, 2 elődöntőt és 2 helyosztó mérkőzést rendeztek.
Az egyes mérkőzések győztesei továbbjutottak a következő körbe. A vesztes csapatok kiestek a világbajnokságról, kivéve az elődöntő vesztes csapatait, amelyek a bronzéremért mérkőzhettek.
Ha a mérkőzéseken a rendes játékidő végén döntetlen volt az eredmény, akkor 2×15 perces hosszabbítás volt. Ha ezután is döntetlen volt az eredmény, akkor a mérkőzést újra kellett volna játszani, ilyenre azonban nem került sor.

## Résztvevők
| Csoport | Első helyen továbbjutott | Második helyen továbbjutott |
| ------- | ------------------------ | --------------------------- |
| 1.      | Anglia                   | Uruguay                     |
| 2.      | NSZK                     | Argentína                   |
| 3.      | Portugália               | Magyarország                |
| 4.      | Szovjetunió              | Észak-Korea                 |

## Ágrajz
|  |                                       |              |                        |                               |   |             |                               |                               |                               |                               |               |       |       |
|  | Negyeddöntők                          | Negyeddöntők | Negyeddöntők           |                               |   | Elődöntők   | Elődöntők                     | Elődöntők                     |                               |                               | Döntő         | Döntő | Döntő |
|  | Negyeddöntők                          | Negyeddöntők | Negyeddöntők           |                               |   | Elődöntők   | Elődöntők                     | Elődöntők                     |                               |                               | Döntő         | Döntő | Döntő |
|  | július 23. – London (Wembley)         |              |                        |                               |   |             |                               |                               |                               |                               |               |       |       |
|  |                                       |              |                        |                               |   |             |                               |                               |                               |                               |               |       |       |
|  | A1                                    | Anglia       | 1                      |                               |   |             |                               |                               |                               |                               |               |       |       |
|  | A1                                    | Anglia       | 1                      | július 26. – London (Wembley) |   |             |                               |                               |                               |                               |               |       |       |
|  | B2                                    | Argentína    | 0                      |                               |   |             |                               |                               |                               |                               |               |       |       |
|  | B2                                    | Argentína    | 0                      |                               |   | Anglia      | Anglia                        | 2                             |                               |                               |               |       |       |
|  | július 23. – Liverpool                |              |                        |                               |   | Anglia      | Anglia                        | 2                             |                               |                               |               |       |       |
|  |                                       |              | Portugália             | Portugália                    | 1 |             |                               |                               |                               |                               |               |       |       |
|  | C1                                    | Portugália   | Portugália             | Portugália                    | 1 | 5           |                               |                               |                               |                               |               |       |       |
|  | C1                                    | Portugália   |                        |                               |   | 5           | július 30. – London (Wembley) |                               |                               |                               |               |       |       |
|  | D2                                    | Észak-Korea  | 3                      |                               |   |             |                               |                               |                               |                               |               |       |       |
|  | D2                                    | Észak-Korea  | 3                      |                               |   | Anglia      | Anglia                        | 4                             |                               |                               |               |       |       |
|  | július 23. – Sheffield (Hillsborough) |              |                        |                               |   | Anglia      | Anglia                        | 4                             |                               |                               |               |       |       |
|  |                                       |              | NSZK                   | NSZK                          | 2 |             |                               |                               |                               |                               |               |       |       |
|  | B1                                    | NSZK         | NSZK                   | NSZK                          | 2 | 4           |                               |                               |                               |                               |               |       |       |
|  | B1                                    | NSZK         | július 25. – Liverpool |                               |   | 4           |                               |                               |                               |                               |               |       |       |
|  | A2                                    | Uruguay      | 0                      |                               |   |             |                               |                               |                               |                               |               |       |       |
|  | A2                                    | Uruguay      | 0                      |                               |   | NSZK        | NSZK                          | 2                             | Bronzmérkőzés                 | Bronzmérkőzés                 | Bronzmérkőzés |       |       |
|  | július 23. – Sunderland               |              |                        |                               |   | NSZK        | NSZK                          | 2                             | Bronzmérkőzés                 | Bronzmérkőzés                 | Bronzmérkőzés |       |       |
|  |                                       |              | Szovjetunió            | Szovjetunió                   | 1 |             |                               | július 28. – London (Wembley) | július 28. – London (Wembley) | július 28. – London (Wembley) |               |       |       |
|  | D1                                    | Szovjetunió  | Szovjetunió            | Szovjetunió                   | 1 | 2           |                               | július 28. – London (Wembley) | július 28. – London (Wembley) | július 28. – London (Wembley) |               |       |       |
|  | D1                                    | Szovjetunió  |                        |                               |   |             |                               | Portugália                    | Portugália                    | 2                             |               |       |       |
|  | C2                                    | Magyarország | 1                      |                               |   |             |                               | Portugália                    | Portugália                    | 2                             |               |       |       |
|  | C2                                    | Magyarország | 1                      |                               |   | Szovjetunió | Szovjetunió                   | 1                             |                               |                               |               |       |       |
|  |                                       |              |                        |                               |   | Szovjetunió | Szovjetunió                   | 1                             |                               |                               |               |       |       |

## Negyeddöntők

### Anglia – Argentína
| 1966. július 23. 15:00 |

| Anglia    | 1–0               | Argentína |
| --------- | ----------------- | --------- |
| Hurst 78' | (0–0) Jegyzőkönyv |           |

| Wembley Stadion, London Nézőszám: 90 584 Játékvezető: Kreitlein (NSZK) Asszisztensek: Gottfried Dienst (svájci), Zsolt István magyar |

| Anglia | Argentína |

| GK                   | 1  | Gordon Banks   |
| RB                   | 2  | George Cohen   |
| CB                   | 5  | Jack Charlton  |
| CB                   | 6  | Bobby Moore    |
| LB                   | 3  | Ray Wilson     |
| RM                   | 4  | Nobby Stiles   |
| CM                   | 9  | Bobby Charlton |
| LM                   | 16 | Martin Peters  |
| RF                   | 7  | Alan Ball      |
| CF                   | 10 | Geoff Hurst    |
| LF                   | 21 | Roger Hunt     |
| Szövetségi kapitány: |    |                |
| Alf Ramsey           |    |                |

| GK                   | 1  | Antonio Roma     |     |
| RB                   | 8  | Roberto Ferreiro |     |
| CB                   | 4  | Roberto Perfumo  |     |
| CB                   | 12 | Rafael Albrecht  |     |
| LB                   | 7  | Silvio Marzolini |     |
| RM                   | 10 | Antonio Rattín   | 35′ |
| CM                   | 15 | Jorge Solari     | 24' |
| LM                   | 16 | Alberto González |     |
| RF                   | 20 | Ermindo Onega    |     |
| CF                   | 19 | Luis Artime      | 45' |
| LF                   | 21 | Oscar Más        | 89' |
| Szövetségi kapitány: |    |                  |     |
| Juan Carlos Lorenzo  |    |                  |     |

### NSZK – Uruguay
| 1966. július 23. 15:00 |

| NSZK                                      | 4–0               | Uruguay |
| ----------------------------------------- | ----------------- | ------- |
| Haller 11' 83' Beckenbauer 70' Seeler 75' | (1–0) Jegyzőkönyv |         |

| Hillsborough stadion, Sheffield Nézőszám: 40 007 Játékvezető: Finney (angol) Asszisztensek: Ali Huszejn Kandíl (egyiptomi), Hugh Phillips (skót) |

| NSZK | Uruguay |

| GK                   | 1  | Hans Tilkowski          |     |
| RB                   | 2  | Horst-Dieter Höttges    |     |
| CB                   | 5  | Willi Schulz            |     |
| CB                   | 6  | Wolfgang Weber          | 86' |
| LB                   | 3  | Karl-Heinz Schnellinger |     |
| MF                   | 4  | Franz Beckenbauer       |     |
| MF                   | 12 | Wolfgang Overath        |     |
| RW                   | 8  | Helmut Haller           |     |
| CF                   | 9  | Uwe Seeler              |     |
| CF                   | 10 | Sigfried Held           |     |
| LW                   | 11 | Lothar Emmerich         |     |
| Szövetségi kapitány: |    |                         |     |
| Helmut Schön         |    |                         |     |

| GK                   | 1  | Ladislao Mazurkiewicz |     |     |
| RB                   | 15 | Luis Ubiña            |     |     |
| CB                   | 3  | Jorge Manicera        |     |     |
| CB                   | 2  | Horacio Troche        | 49′ |     |
| LB                   | 5  | Néstor Gonçalves      |     |     |
| MF                   | 17 | Héctor Salvá          | 86' |     |
| MF                   | 6  | Omar Caetano          |     |     |
| RW                   | 7  | Julio César Cortés    |     |     |
| CF                   | 19 | Héctor Silva          | 20' | 54′ |
| CF                   | 10 | Pedro Rocha           |     |     |
| LW                   | 11 | Domingo Pérez         |     |     |
| Szövetségi kapitány: |    |                       |     |     |
| Ondino Viera         |    |                       |     |     |

### Szovjetunió – Magyarország
| 1966. július 23. 15:00 |

| Szovjetunió                | 2–1               | Magyarország |
| -------------------------- | ----------------- | ------------ |
| Csiszlenko 5' Porkujan 46' | (1–0) Jegyzőkönyv | Bene 57'     |

| Roker Park, Sunderland Nézőszám: 26 844 Játékvezető: Gardeazabal (spanyol) Asszisztensek: José María Codesal (uruguayi), Joaquim Campos portugál (portugál) |

| Szovjetunió | Magyarország |

| GK                   | 1  | Lev Jasin              |
| RB                   | 4  | Vlagyimir Ponomarjov   |
| CB                   | 6  | Albert Seszternyov     |
| CB                   | 12 | Valerij Voronyin       |
| LB                   | 10 | Vaszilij Danyilov      |
| MF                   | 8  | Szabó József           |
| MF                   | 15 | Galimzjan Huszainov    |
| RW                   | 11 | Igor Csiszlenko        |
| CF                   | 18 | Anatolij Banyisevszkij |
| CF                   | 19 | Eduard Malofejev       |
| LW                   | 17 | Valerij Porkujan       |
| Szövetségi kapitány: |    |                        |
| Nyikolaj Morozov     |    |                        |

| GK                   | 21 | Gelei József    |
| RB                   | 2  | Káposzta Benő   |
| CB                   | 17 | Szepesi Gusztáv |
| CB                   | 5  | Mészöly Kálmán  |
| LB                   | 3  | Mátrai Sándor   |
| MF                   | 6  | Sipos Ferenc    |
| MF                   | 14 | Nagy István     |
| RW                   | 7  | Bene Ferenc     |
| CF                   | 9  | Albert Flórián  |
| CF                   | 10 | Farkas János    |
| LW                   | 11 | Rákosi Gyula    |
| Szövetségi kapitány: |    |                 |
| Baróti Lajos         |    |                 |

### Portugália – Észak-Korea
| 1966. július 23. 15:00 |

| Portugália                                                     | 5–3               | Észak-Korea                                       |
| -------------------------------------------------------------- | ----------------- | ------------------------------------------------- |
| Eusébio 27' 43' (11-esből) 56' 59' (11-esből) José Augusto 80' | (2–3) Jegyzőkönyv | Pak Szungdzsin 1' Ri Dongun 22' Jang Szungguk 25' |

| Goodison Park, Liverpool Nézőszám: 40 248 Játékvezető: Askenází (izraeli) Asszisztensek: Karol Galba (csehszlovák), Pierre Schwinte (francia) |

| Portugália | Észak-Korea |

| GK                   | 3  | José Pereira       |     |
| RB                   | 17 | Morais             |     |
| CB                   | 20 | Alexandre Baptista |     |
| CB                   | 4  | Vicente            |     |
| LB                   | 9  | Hilário            |     |
| CM                   | 16 | Jaime Graça        |     |
| CM                   | 10 | Mário Coluna       | 41' |
| RW                   | 12 | José Augusto       |     |
| SS                   | 13 | Eusébio            |     |
| CF                   | 18 | José Torres        |     |
| LW                   | 11 | António Simões     |     |
| Szövetségi kapitány: |    |                    |     |
| Otto Glória          |    |                    |     |

| GK                   | 1  | Ri Cshangmjong |
| RB                   | 5  | Rim Dzsungszon |
| CB                   | 3  | Sin Jonggju    |
| CB                   | 14 | Ha Dzsongvon   |
| LB                   | 13 | O Jungjong     |
| MF                   | 8  | Pak Szungdzsin |
| MF                   | 6  | Im Szonghü     |
| RW                   | 11 | Han Bongdzsin  |
| CF                   | 7  | Pak Tuik       |
| CF                   | 16 | Ri Dongun      |
| LW                   | 15 | Jang Szungguk  |
| Szövetségi kapitány: |    |                |
| Mjong Rjehjon        |    |                |

## Elődöntők

### NSZK – Szovjetunió
| 1966. július 25. 19:30 |

| NSZK                       | 2–1               | Szovjetunió  |
| -------------------------- | ----------------- | ------------ |
| Haller 42' Beckenbauer 67' | (1–0) Jegyzőkönyv | Porkujan 88' |

| Goodison Park, Liverpool Nézőszám: 38 273 Játékvezető: Lo Bello (olasz) Asszisztensek: José María Codesal (uruguayi), Juan Gardeazabal (spanyol) |

| NSZK | Szovjetunió |

| GK                   | 1  | Hans Tilkowski          |     |
| RB                   | 14 | Friedel Lutz            |     |
| CB                   | 5  | Willi Schulz            |     |
| CB                   | 6  | Wolfgang Weber          |     |
| LB                   | 3  | Karl-Heinz Schnellinger |     |
| MF                   | 4  | Franz Beckenbauer       | 72' |
| MF                   | 8  | Helmut Haller           |     |
| RW                   | 9  | Uwe Seeler              |     |
| CF                   | 10 | Sigfried Held           |     |
| CF                   | 12 | Wolfgang Overath        |     |
| LW                   | 11 | Lothar Emmerich         |     |
| Szövetségi kapitány: |    |                         |     |
| Helmut Schön         |    |                         |     |

| GK                   | 1  | Lev Jasin              |     |
| RB                   | 4  | Vlagyimir Ponomarjov   |     |
| CB                   | 6  | Albert Seszternyov     |     |
| CB                   | 10 | Vaszilij Danyilov      |     |
| LB                   | 12 | Valerij Voronyin       | 20' |
| MF                   | 8  | Szabó József           |     |
| MF                   | 15 | Galimzjan Huszainov    |     |
| RW                   | 11 | Igor Csiszlenko        | 44′ |
| CF                   | 18 | Anatolij Banyisevszkij |     |
| CF                   | 19 | Eduard Malofejev       |     |
| LW                   | 17 | Valerij Porkujan       |     |
| Szövetségi kapitány: |    |                        |     |
| Nyikolaj Morozov     |    |                        |     |

### Anglia – Portugália
| 1966. július 26. 19:30 |

| Anglia              | 2–1               | Portugália             |
| ------------------- | ----------------- | ---------------------- |
| B. Charlton 30' 80' | (1–0) Jegyzőkönyv | Eusébio 82' (11-esből) |

| Wembley Stadion, London Nézőszám: 94 493 Játékvezető: Schwinte (francia) Asszisztensek: Arturo Yamasaki (perui), Konstantin Zečević (jugoszláv) |

| Anglia | Portugália |

| GK                   | 1  | Gordon Banks   |
| RB                   | 2  | George Cohen   |
| CB                   | 5  | Jack Charlton  |
| CB                   | 6  | Bobby Moore    |
| LB                   | 3  | Ray Wilson     |
| RM                   | 4  | Nobby Stiles   |
| CM                   | 9  | Bobby Charlton |
| LM                   | 16 | Martin Peters  |
| RF                   | 7  | Alan Ball      |
| CF                   | 10 | Geoff Hurst    |
| LF                   | 21 | Roger Hunt     |
| Szövetségi kapitány: |    |                |
| Alf Ramsey           |    |                |

| GK                   | 3  | José Pereira       |
| RB                   | 22 | Alberto Festa      |
| CB                   | 20 | Alexandre Baptista |
| CB                   | 21 | José Carlos        |
| LB                   | 9  | Hilário            |
| CM                   | 16 | Jaime Graça        |
| CM                   | 10 | Mário Coluna       |
| RW                   | 12 | José Augusto       |
| SS                   | 13 | Eusébio            |
| CF                   | 18 | José Torres        |
| LW                   | 11 | António Simões     |
| Szövetségi kapitány: |    |                    |
| Otto Glória          |    |                    |

## Bronzmérkőzés
| 1966. július 28. 19:30 |

| Portugália                        | 2–1               | Szovjetunió   |
| --------------------------------- | ----------------- | ------------- |
| Eusébio 12' (11-esből) Torres 89' | (1–1) Jegyzőkönyv | Malofejev 43' |

| Wembley Stadion, London Nézőszám: 87 696 Játékvezető: Dagnall (angol) Asszisztensek: Kevin Howley (angol), Ali Huszejn Kandíl (egyiptomi) |

| Portugália | Szovjetunió |

| GK                   | 3  | José Pereira       |
| RB                   | 22 | Alberto Festa      |
| CB                   | 20 | Alexandre Baptista |
| CB                   | 21 | José Carlos        |
| LB                   | 9  | Hilário            |
| CM                   | 16 | Jaime Graça        |
| CM                   | 10 | Mário Coluna       |
| RW                   | 12 | José Augusto       |
| SS                   | 13 | Eusébio            |
| CF                   | 18 | José Torres        |
| LW                   | 11 | António Simões     |
| Szövetségi kapitány: |    |                    |
| Otto Glória          |    |                    |

| GK                   | 1  | Lev Jasin              |
| RB                   | 4  | Vlagyimir Ponomarjov   |
| CB                   | 13 | Alekszej Kornyejev     |
| CB                   | 7  | Murtaz Hurcilava       |
| LB                   | 10 | Vaszilij Danyilov      |
| MF                   | 12 | Valerij Voronyin       |
| MF                   | 14 | Giorgij Szicsinava     |
| RW                   | 16 | Szlava Metreveli       |
| FW                   | 19 | Eduard Malofejev       |
| FW                   | 18 | Anatolij Banyisevszkij |
| LW                   | 2  | Viktor Szerebrjanyikov |
| Szövetségi kapitány: |    |                        |
| Nyikolaj Morozov     |    |                        |

## Döntő
| 1966. július 30. 15:00 |

| Anglia                         | 4–2 (h. u.)       | NSZK                 |
| ------------------------------ | ----------------- | -------------------- |
| Hurst 18' 101' 120' Peters 78' | (1–1) Jegyzőkönyv | Haller 12' Weber 89' |

| Wembley Stadion, London Nézőszám: 96 924 Játékvezető: Dienst (svájci) Asszisztensek: Tofik Bahramov(szovjet), Karol Galba csehszlovák |

| Anglia | NSZK |

|                      |    |                |  |
|                      |    |                |  |
| GK                   | 1  | Gordon Banks   |  |
| RB                   | 2  | George Cohen   |  |
| CB                   | 5  | Jack Charlton  |  |
| CB                   | 6  | Bobby Moore    |  |
| LB                   | 3  | Ray Wilson     |  |
| DM                   | 4  | Nobby Stiles   |  |
| AM                   | 7  | Alan Ball      |  |
| AM                   | 9  | Bobby Charlton |  |
| AM                   | 16 | Martin Peters  |  |
| CF                   | 10 | Geoff Hurst    |  |
| CF                   | 21 | Roger Hunt     |  |
| Szövetségi kapitány: |    |                |  |
| Alf Ramsey           |    |                |  |

|                      |    |                         |  |
|                      |    |                         |  |
| GK                   | 1  | Hans Tilkowski          |  |
| RB                   | 2  | Horst-Dieter Höttges    |  |
| CB                   | 5  | Willi Schulz            |  |
| CB                   | 6  | Wolfgang Weber          |  |
| LB                   | 3  | Karl-Heinz Schnellinger |  |
| CM                   | 4  | Franz Beckenbauer       |  |
| CM                   | 12 | Wolfgang Overath        |  |
| RW                   | 8  | Helmut Haller           |  |
| CF                   | 9  | Uwe Seeler              |  |
| CF                   | 10 | Sigfried Held           |  |
| LW                   | 11 | Lothar Emmerich         |  |
| Szövetségi kapitány: |    |                         |  |
| Helmut Schön         |    |                         |  |

| Partjelzők: Tofik Bahramov (szovjet) Dr. Karol Galba (csehszlovák) |